# Moisés Delgado López
Moisés Delgado López (Utrera, Sevilla, Andalucía, 18 de abril de 1994), conocido deportivamente como Moi Delgado, es un futbolista español que juega como defensa en la S. D. Huesca de la Segunda División de España.

## Trayectoria
Comenzó su formación como futbolista en el fútbol base del Sevilla Fútbol Club a donde llegó con 7 años. Tras haber pasado por todas las categorías destacándose, debutó con el filial sevillista el 24 de febrero de 2013 ante el Cádiz C. F. en la victoria por 3-2 de la cual jugó todo el partido. Durante el verano de ese mismo año, Unai Emery lo incluyó dentro de la nómina para realizar la pretemporada con el primer equipo. Debutó de manera oficial con el Nervión el 11 de mayo de 2014, jugando todo el encuentro de la penúltima jornada de LaLiga ante el Getafe C. F., el cual acabaría en derrota por la cuenta mínima.
Marcó un gol al Arroyo C. P. el 10 de enero de 2015, dando el empate a los franjirrojos; unos cuantos días después sufriría una lesión en el quinto metatarsiano del pie derecho que lo apartaría de los terrenos por tres meses, volviendo el 25 de abril en la derrota por la cuenta mínima frente al UCAM Murcia. Al final de la campaña, ya recuperado por completo, le fue renovado su contrato hasta junio de 2017; proyectándose como el tercer lateral del primer equipo, pero no consiguió su objetivo.
El 27 de diciembre de 2015, después de recibir ofertas de diversos clubes españoles, el Fútbol Club Barcelona hizo oficial su traspaso al F. C. Barcelona "B" de Gerard López luego de la salida de su capitán Alejandro Grimaldo. Firmó un contrato hasta junio de 2018.
La campaña 2019-20 jugó cedido en el Racing de Santander, en el que jugó 26 partidos y anotó un gol, no evitando el descenso del conjunto santanderino a la Segunda División B.
El 1 de septiembre de 2020 se hizo oficial su incorporación al C. F. Fuenlabrada, también de la Segunda División y cedido por el Real Valladolid Club de Fútbol.
El 2 de febrero de 2021 se hizo oficial su cesión a la S. D. Ponferradina de la Segunda División hasta el final de la temporada. Tras la misma regresó a Valladolid, llegando a un acuerdo con el club para rescindir su contrato a finales de agosto.
El 31 de enero de 2022 firmó por el UCAM Murcia C. F. Tras completar la temporada allí, el 31 de julio regresó a la S. D. Ponferradina.
El 27 de julio de 2023 fichó por el Racing Club de Ferrol que acababa de ascender a Segunda División. Estuvo una campaña y media y en enero de 2025 rescindió su contrato. El 31 de ese mismo mes se anunció su fichaje por la S. D. Huesca hasta final de temporada.

## Estadísticas

### Clubes
| Club                                   | Div.          | Temporada     | Liga  | Liga  | Copas nacionales | Copas nacionales | Copas internacionales | Copas internacionales | Total | Total |
| Club                                   | Div.          | Temporada     | Part. | Goles | Part.            | Goles            | Part.                 | Goles                 | Part. | Goles |
| -------------------------------------- | ------------- | ------------- | ----- | ----- | ---------------- | ---------------- | --------------------- | --------------------- | ----- | ----- |
| Sevilla Atlético · España              | 2.ª B         | 2012-13       | 12    | 0     | ―                | ―                | ―                     | ―                     | 12    | 0     |
| Sevilla Atlético · España              | 2.ª B         | 2013-14       | 30    | 1     | ―                | ―                | ―                     | ―                     | 30    | 1     |
| Sevilla F. C. · España                 | 1.ª           | 2013-14       | 2     | 0     | 0                | 0                | 0                     | 0                     | 2     | 0     |
| Sevilla F. C. · España                 | Total club    | Total club    | 2     | 0     | 0                | 0                | 0                     | 0                     | 2     | 0     |
| Sevilla Atlético · España              | 2.ª B         | 2014-15       | 24    | 1     | ―                | ―                | ―                     | ―                     | 24    | 1     |
| Sevilla Atlético · España              | 2.ª B         | 2015-16       | 17    | 0     | ―                | ―                | ―                     | ―                     | 17    | 0     |
| Sevilla Atlético · España              | Total club    | Total club    | 83    | 2     | 0                | 0                | 0                     | 0                     | 83    | 2     |
| F. C. Barcelona "B" · España           | 2.ª B         | 2015-16       | 17    | 0     | ―                | ―                | ―                     | ―                     | 17    | 0     |
| F. C. Barcelona "B" · España           | 2.ª B         | 2016-17       | 20    | 0     | ―                | ―                | ―                     | ―                     | 20    | 0     |
| F. C. Barcelona "B" · España           | 2.ª           | 2017-18       | 0     | 0     | ―                | ―                | ―                     | ―                     | 0     | 0     |
| F. C. Barcelona "B" · España           | Total club    | Total club    | 37    | 0     | 0                | 0                | 0                     | 0                     | 37    | 0     |
| Real Valladolid C. F. "B" · España     | 2.ª B         | 2017-18       | 14    | 0     | ―                | ―                | ―                     | ―                     | 14    | 0     |
| Real Valladolid C. F. "B" · España     | Total club    | Total club    | 14    | 0     | 0                | 0                | 0                     | 0                     | 14    | 0     |
| Real Valladolid C. F. · España         | 1.ª           | 2018-19       | 3     | 0     | 3                | 0                | ―                     | ―                     | 6     | 0     |
| Real Valladolid C. F. · España         | Total club    | Total club    | 3     | 0     | 3                | 0                | 0                     | 0                     | 6     | 0     |
| Real Racing Club de Santander · España | 2.ª           | 2019-20       | 26    | 1     | 0                | 0                | ―                     | ―                     | 0     | 0     |
| Real Racing Club de Santander · España | Total club    | Total club    | 26    | 1     | 0                | 0                | 0                     | 0                     | 26    | 1     |
| C. F. Fuenlabrada · España             | 2.ª           | 2020-21       | 13    | 0     | 1                | 0                | ―                     | ―                     | 14    | 0     |
| C. F. Fuenlabrada · España             | Total club    | Total club    | 13    | 0     | 1                | 0                | 0                     | 0                     | 14    | 0     |
| S. D. Ponferradina · España            | 2.ª           | 2020-21       | 16    | 1     | ―                | ―                | ―                     | ―                     | 16    | 1     |
| UCAM Murcia C. F. · España             | 1.ª RFEF      | 2021-22       | 13    | 1     | ―                | ―                | ―                     | ―                     | 13    | 1     |
| UCAM Murcia C. F. · España             | Total club    | Total club    | 13    | 1     | 0                | 0                | 0                     | 0                     | 13    | 1     |
| S. D. Ponferradina · España            | 2.ª           | 2022-23       | 34    | 0     | 1                | 0                | ―                     | ―                     | 35    | 0     |
| S. D. Ponferradina · España            | Total club    | Total club    | 50    | 1     | 1                | 0                | 0                     | 0                     | 51    | 1     |
| Racing Club de Ferrol · España         | 2.ª           | 2023-24       | 33    | 0     | 2                | 0                | ―                     | ―                     | 35    | 0     |
| Racing Club de Ferrol · España         | 2.ª           | 2024-25       | 16    | 0     | 1                | 0                | ―                     | ―                     | 17    | 0     |
| Racing Club de Ferrol · España         | Total club    | Total club    | 49    | 0     | 3                | 0                | 0                     | 0                     | 52    | 0     |
| S. D. Huesca · España                  | 2.ª           | 2024-25       | 0     | 0     | ―                | ―                | ―                     | ―                     | 0     | 0     |
| S. D. Huesca · España                  | Total club    | Total club    | 0     | 0     | 0                | 0                | 0                     | 0                     | 0     | 0     |
| Total carrera                          | Total carrera | Total carrera | 290   | 5     | 8                | 0                | 0                     | 0                     | 298   | 5     |
| Fuente: BDFutbol                       |               |               |       |       |                  |                  |                       |                       |       |       |